# ソウル会戦 (第一次)
第一次ソウル会戦（だいいちじソウルかいせん）は、朝鮮戦争勃発直後の国境会戦に連続して、1950年6月26日から6月28日にかけて、国境沿いから東西沿岸、中部地域、ソウル周辺までの広い地域を戦場として、大韓民国（以下、韓国）と朝鮮民主主義人民共和国（以下、北朝鮮）の間で行われた戦闘である。

## 戦闘に到る経緯
1950年6月25日早朝、北朝鮮軍は韓国との国境線（北緯38度線）の全線に渡って越境し、攻撃を開始した。北朝鮮の作戦構想は、ソウルの陥落によって韓国軍は崩壊し、事実上勝敗を決するであろうという前提に基づいていた。この前提のもと、北朝鮮軍は部隊を2つの軍団に編成し、第1軍団を主攻としてソウルに対して求心的な攻撃を実施し、第2軍団は助攻としてこれを援護するように指導した。韓国はこの攻勢を予期しておらず、一部の部隊が独自の判断で警戒態勢を取っていたのみであったため、北朝鮮は、ほぼ完全な奇襲を達成した。
北朝鮮軍は兵力・装備・錬度のいずれにおいても、韓国軍と比して相当に優越していた。特に韓国軍に有効な対戦車火器が欠けていた事は、韓国軍に根強い恐怖心を抱かせるまでに至った。このため戦線の全域で、北朝鮮軍優位に戦況は推移した。しかし、北朝鮮の予期とは異なり、韓国兵の戦意は極めて旺盛で、肉薄攻撃によって戦車が撃破される例も多々見られた。また、前方防御部隊の多くは、河川障害や錯雑地形を活用して巧みな防御戦を展開しており、これらの障害に欠けていた議政府正面を除いて、韓国軍の防御線は決定的な破綻を来たすには到らなかった。しかし議政府正面においては、機甲部隊の衝撃力を利用した北朝鮮軍の攻勢により、議政府市の防御は危険な状態に陥りつつあった。

## 戦闘の経過

### 東海岸

#### 6月25日
東海岸地域を守備していた韓国軍第8師団は、前方防御部隊としては唯一2個連隊基幹の師団で、38度線に第10連隊を配置し、後方の三陟に予備として第21連隊が控置されていた。これを攻撃した北朝鮮軍は、第5師団にゲリラ訓練を受けた2個連隊相当のコマンド部隊（第766部隊、第549陸戦隊）を加えたものであった。
第5師団は計画通り、25日4時より攻勢準備射撃を開始し、主攻を注文津に指向するとともに、コマンド部隊を洋上機動により戦線後方に進出させた。韓国軍第8師団は腹背に敵を受け、また各所で分断されており、劣勢に立たされてはいたが、効果的な遅滞戦闘を展開しつつ、2個連隊および師団工兵大隊により、連谷川の主抵抗線と群仙江の後方陣地線を編成した。

#### 6月26日
26日午前には、韓国軍第21連隊が群仙江に配備完了し、また連谷川の主抵抗線には同第10連隊および工兵大隊が配備されていたのに加えて対戦車砲中隊が増援され、防御配備を調整していた。第8師団の主防御地帯は連谷川～松林里の4キロ正面と、南方の沙川まで3kmほどの縦深地域によって編成されていた。連谷川は川幅200～250mほどではあったが水深は深く、渡渉は困難であった。7号線と連谷川が交差する地点には木橋が架設されていたが、師団はこれを破壊せず、この近辺に撃破地域を設定して北朝鮮軍を誘い込み、撃滅する計画であった。
同26日早朝4時、北朝鮮軍による工兵大隊正面での強襲渡河の試みを契機として散発的な交戦はあったものの、大々的な攻撃はなかった。韓国軍第10連隊はこの小康状態を好機として、第2大隊をもって主抵抗線前方の制高点である天馬峠を攻撃奪取して注文津攻撃の足がかりとした。同日夜、第8師団は注文津攻撃命令を下達したが、このころ、北朝鮮軍も攻撃を準備していた。

#### 6月27日
翌27日早朝4時頃、韓国軍の注文津攻撃に先がけて、北朝鮮軍は攻勢準備射撃を開始した。この射撃は主防御線とその前方の天馬峠に集中され、天馬峠を確保していた第10連隊第2大隊は分散後退せざるを得なくなった。主防御線の部隊はこの状況を把握しておらず、側方より接近してきた北朝鮮軍を友軍と誤認した。これによって主防御陣地は崩壊してしまったが、このとき沙川線に投入された第21連隊第3大隊が後退してきた部隊を収容し、北朝鮮軍の阻止に成功した。また、沙川国民学校周辺に布陣した第18野戦砲兵大隊は、北朝鮮軍が主抵抗線に到ったのちは射撃統制の余裕なく各個に射撃を続け、北朝鮮軍を遅滞し、沙川線における阻止陣地の編成に決定的な役割を果たした。さらに殺到する北朝鮮軍は同砲兵大隊陣地に突入したが、同砲兵大隊は白兵戦によりこれを撃退することに成功した。その後、第18野戦砲兵大隊は第21連隊第3大隊の掩護下に鳥竹軒付近に後退し、火力支援を継続した。
このころ、韓国軍第8師団司令部は依然として陸軍本部との連絡が途絶しており、師団長（李成佳 大佐）は部隊指揮上大きな苦衷を味わった。同師団長は戦況が破局に到る前にいったん大関嶺に後退し、状況の推移によって反撃する決心をした。北朝鮮軍は連谷川一帯の主防御線を確保して再編成中であり、また群仙江の防御線では散発的な攻撃を加えていたが、韓国軍に撃退されていた。27日14時、韓国軍は大関嶺を超えて後退を開始し、同日夜、第8師団司令部と第10連隊は楡川里に、第21連隊は下珍富里に集結した。同日21時50分ごろ、北朝鮮軍は江陵に進入した。

#### 6月28日
第8師団長は集結した2個連隊を点検し、師団の戦闘力は健在であることを確認して、江陵奪還を目標に反撃する決心をした。28日朝、第21連隊は攻撃を開始し、第10連隊第1大隊は攻撃梯隊を側面より掩護、砲兵は M3 105mm榴弾砲2門を大関嶺東側の普光里の入り口まで推進して火力支援を行なった。攻撃梯隊が江陵郊外まで進出したとき、同師団は第6師団司令部との通話に成功し、「原州に後退せよ」という陸軍本部の命令を受領して、攻撃を中止して大関嶺に後退した。同28日夕、第8師団は再び楡川里と下珍富里に集結し、翌29日、原州に向けて車両行軍を開始した。途中、大和において、横城が奪われたことを確認した同師団長は、北朝鮮軍が先に原州に到達する距離であることから目標を堤川に変更した。
最終的に、韓国軍第8師団は、国境会戦からソウル会戦にかけての3日間の戦闘で731名の兵員を失い、29日に掌握していた兵員は6,135名であったが、火砲・装備等はほとんど持ち帰っていた。これにより、第8師団は後述の第6師団と並び称される勇名師団となったが、東海岸道は北朝鮮軍に対し開放されてしまった。

### 春川～洪川正面

#### 6月25日
中部戦線を守備する韓国軍第6師団は、第7連隊を西の春川正面、第2連隊を東の洪川正面に前方配置し、第19連隊を原州において予備としていた。春川正面の攻撃を担当したのは北朝鮮軍第2師団主力の第4連隊および第6連隊であったが、険峻な地形を活用して陣地防御を展開する韓国軍を攻略できずにいた。
一方、洪川正面を攻撃した北朝鮮軍部隊は、独立戦車連隊により支援された第12師団であった。韓国軍第2連隊は昭陽江による河川防御によって抵抗した。冠岱里の防御線は突破されたが、於論里において北朝鮮軍の攻撃を撃退することに成功した同連隊は、翌早朝の反撃を計画した。

#### 6月26日

##### 春川正面
鳳儀山で戦況を見ていた韓国軍第6師団長（金鍾五大佐）は、敵の攻撃が予想以上に強力な点、捕虜の供述などから北朝鮮軍の再攻撃があると予測し、これに対処するため師団主力を集中的に運用する必要があると判断した。このため昭陽江を障害にした最終抵抗線を占領するように命じた。25日に甚大な被害を出した北朝鮮軍は翌26日夜明けに攻撃を開始した。
韓国軍第7連隊第1大隊（大隊長：金龍培少佐）は玉山浦東側の稜線陣地を確保していたが、午前3時に北朝鮮軍が牛頭山陣地に攻撃して交戦が開始された。第1大隊は北朝鮮軍の南下を阻止し、午前5時に昭陽江を渡河して計画された陣地を占領した。
北朝鮮軍第2師団は昭陽江を突破するため、多数の火砲と8両の自走砲を動員して午前5時40分から20分間の攻撃準備射撃を実施して攻撃を敢行した。北朝鮮軍は鳳儀山一帯の昭陽江に主攻を、韓国軍第19連隊が占領していた槿花洞に助攻を加えてきた。これに対して韓国軍第7連隊は鳳儀山や昭陽江などの天然の障害を利用し全ての火力を集中して北朝鮮軍の昭陽江を阻止していた。韓国軍の集中攻撃で昭陽江と昭陽橋を偵察中であった北朝鮮軍第2師団工兵大隊参謀長の卞庸一少佐が負傷した。
午前10時から北朝鮮軍の総攻撃が開始され、自走砲を昭陽江北側に進出させ、鳳儀山の連隊観測所と山の中腹に構築された火器陣地に直接弾を浴びせて破壊し始めた。さらに3両の自走砲が昭陽橋を通って韓国軍の対戦車砲陣地に攻撃を加えたが、対戦車砲第2小隊（小隊長：沈鎰中尉）によって撃破された。この時、先頭の自走砲に搭乗していた自走砲大隊長が負傷し、指揮部に後送された。
韓国軍第19連隊第1大隊（大隊長：崔炳黙少佐）は、北漢江に沿って春川市内に浸透してくる北朝鮮軍に備えて昭陽江と北漢江が合流する槿花洞を占領しており、攻撃に備えて槿花洞から昭陽江までにいたる個人壕と交通壕を構築していた。午前10時から北朝鮮軍の2個大隊と激しい戦闘を展開、12時に再び攻撃してきた北朝鮮軍を撃退して陣地を確保した。第2大隊は午前11時に正面の北朝鮮軍を攻撃して昭陽江を渡河したが、11時50分に元の位置に戻ってきた。12時30分に再び攻撃して陣地を占領したが、20分と持たずに元の位置に戻ってきた後、第2大隊は前進と後退を繰り返しながら北朝鮮軍の南下を阻止した。
北朝鮮軍から見ると昭陽江の南岸に韓国軍が布陣し、さらに敵岸一帯が高地であるという最悪の状況であった。また工兵もわずかなため橋の占領や敵前渡河は難しく、火力の掩護も無いため韓国軍砲兵を沈黙させることができず、自走砲大隊も単独前進を阻止されていた。当時工兵参謀であった朱栄福は作戦計画したソ連軍顧問の中に工兵関係の上級将校がいたのか疑問視した。夕方、北朝鮮軍第2軍団指揮部は前進し、龍山里付近に移動した。
韓国軍第7連隊第2大隊（大隊長：金鍾洙少佐）は、昭陽江南岸のガマゴル（가마골）-ヤンジェイル（양재일）一帯にて接敵がほとんどない状態で隊伍を整え、北朝鮮軍の渡河に備えていた。午後7時に第2大隊は春川東側の防衛のため、鳳儀山東南1.5キロ地点の後坪里に移動するよう命令を受けて、強行軍で移動して午後9時には部隊展開を完了した。
師団工兵大隊長は昭陽橋の爆破を具申したが、師団長は逆襲時を考慮して爆破を見合わせ、かわって橋の上や入り口に障害を設置するようにした。
一方、この26日、陸軍本部の命令により、第7師団と第6師団の間隙を埋めるため、首都師団第18連隊（一部部隊欠）および独立機甲連隊第3徒歩捜索大隊第8中隊が加平に進出していたが、ソウルの危急の報を受けて翌27日朝にはソウルに復帰してしまった。したがって、この地域には第7連隊第3大隊（一部部隊欠）のみが華岳山から加平に到る接近路を遮断していた。

##### 洪川正面
26日朝、韓国軍第2連隊は、この時点で掌握していた2個大隊により、計画通り反撃を開始したが、北朝鮮軍の強力な歩戦協同攻撃と遭遇し、後退を余儀なくされた。この後退は、上述した師団長の指示により春川より急派された第16野戦砲兵大隊第1中隊によって掩護されたが、北朝鮮軍の急追を受けて第2連隊の指揮系統は瓦解し、多くの損害を出して哲亭里に後退した。同日午後遅くに集結したところ、第2連隊の兵力は1個大隊相当にすぎなかった。第2連隊長はマル峠に新たな防御陣地を編成する決心をし、連隊の再編成を行なった。小マル峠に第1大隊が、大マル峠に第2大隊が配置され、対戦車撃滅地帯が編成された。
一方、縣里に配置されて連隊本部との連絡が取れなくなっていた第3大隊は、国境会戦においてフク峠～チンダリ一帯で激戦したのち、26日にはオミジェに後退していた。
このとき洪川正面で攻撃していたのは北朝鮮軍第12師団で、韓国に最も深く侵攻していた師団であった。このまま攻撃を続行すれば26日中には洪川を奪取し、韓国軍第6師団の退路を遮断できる見込みであったが、この夜、同師団は、麟蹄に引き返したのち春川東方に進出し、第2師団と共同で春川を攻撃するよう命令を受けた。北朝鮮軍、およびその基本となるソビエト軍の戦闘教義においては、〈敵を撃破することが目的で、都市の解放は、敵の撃破というその結果から自然に生まれるものだ〉とされているが、この場合は、例外的に春川の奪取が優先するものと見なされた。春川を奪取したのち突進し、ソウル南方に進出して韓国軍主力を包囲するという構想は、現第2軍団長が作戦局長であった際に作成されたものであったため、この構想の成否は軍団長の重大な関心事であった。26日夕、第12師団は春川北側に到着し、第2師団と合流した。
韓国軍第6師団長はこの動きを察知できず、かえって師団予備を洪川に移動させ、また洪川正面の第2連隊を増強する決心をした。これはマル峠が戦車を先頭にした北朝鮮軍部隊の圧力を受けており、ここで洪川が奪取された場合、師団の退路が遮断されることを憂慮したことによる措置であった。

#### 6月27日

##### 春川正面
27日早朝、北朝鮮軍は第2師団、第12師団の2個師団を投入し、春川への総攻撃を実施した。10時頃より、T-34戦車およびSU-76自走砲を先頭にして鳳儀山を集中攻撃し、また1個大隊がカレモギで昭陽江の渡渉を試みた。しかし峻険な地形によって戦車の機動力は制限され、また砲兵陣地を設置することもできず、頼みとする機甲火力・遠戦火力を発揮することができなかった。これに対し、韓国軍は周到に陣地を配備しており、また砲兵陣地としての適地には射撃を準備していた。北朝鮮軍は韓国軍の陣地を制圧するため、無理に砲兵を前線まで進出させたが、かえって韓国軍砲兵の射撃を受けた。北朝鮮軍砲兵の損害は大きく、師団砲兵7門、76mm自走砲16門、M1937 45mm対戦車砲2門、迫撃砲数門を破壊された。北朝鮮軍第2師団の損害はついに40%に達して、攻撃力を喪失し、攻撃は頓挫した。
この間、途絶していた韓国陸軍本部と第6師団司令部の連絡が復旧した。陸軍本部の参謀副長（金白一大佐）は、「西部戦線は完全に崩壊し、陸軍本部は始興に後退した。第6師団長の判断により、中央線を中心として中部戦線で遅滞戦を展開することを望む」という内容の指示をしたが、直後、再び通信は途絶した。このとき初めて全戦線の概況を把握した第6師団長は、ソウルが失陥した場合に中部戦線が後方より包囲される可能性が高いと判断したものの、春川市民と行政機関の避難には少なくとも24時間の余裕が必要であった。このため、同師団長は第7、第2連隊に現陣地を固守させ、第19連隊を洪川に移動させて第二防御線を編成させて第7、第2連隊の後退を掩護すると同時に、第16野戦砲兵大隊主力に第2連隊を支援させるという作戦命令を下達した。第19連隊と第16野戦砲兵大隊（一部部隊欠）は同27日午後より春川を離れ、洪川に移動していった。第7連隊は新たな予備隊を編成し、第19連隊の抜けた防御線に配置した。
北朝鮮軍はこの日の午前に昭陽江の渡河に失敗したのち、第19連隊の抜けた戦線を占領していたが、第7連隊の陣地を再び攻撃してきた。昭陽橋に戦車を投入するとともに2個連隊でカレモギを渡渉し、ついに韓国軍第7連隊の防御の一角が崩れた。さらに右側方からの後方遮断が憂慮されたため、第7連隊は鳳儀山を離脱し、17時30分ころ春川を放棄して原昌峠方向に後退していった。
北朝鮮軍は翌28日朝、戦車9両を先頭にして春川の町に入った。

##### 洪川正面
春川正面が重要な局面に到っていた27日、東の洪川の第2連隊正面では、韓国側の予期とは異なって、北朝鮮軍は小規模な歩戦協同部隊をマル峠に投入しての威力偵察を行なうにとどまり、本格的な攻撃行動はなかった。同連隊はマル峠の防御を強化し、また同日夕、洪川に到着した第19連隊も第3大隊をマル峠西南方の後方に配置した。第19連隊主力は春川と楊口、麟蹄から洪川に到る両側を制圧できる望嶺山に配置され、洪川の防御を強化した。

#### 6月28日
28日早朝、韓国軍第2連隊は、北朝鮮軍の攻撃準備を妨害するため、第1大隊をもって攻撃し、卜谷付近の指揮所と思われる北朝鮮軍部隊を蹂躙した。9時ごろ霧が晴れ、北朝鮮軍第12師団は戦車および自走砲10余両を含む機械化部隊を投入しての猛攻を加え、マル峠北側の寒渓里まで進出した。韓国軍第2連隊はこの一帯に撃破地域を配備しており、北朝鮮軍の先頭戦車の隊列が小マル峠を登り始めた直後、防御部隊は全火力を集中した。北朝鮮軍は予想外の強力な火力を受けて歩戦が分離し、大混乱に陥ったが、その渦中にあってもその一部は小マル峠への攻撃態勢をとった。このとき、撃破地域中央部の暗渠で待ち伏せていた韓国軍の兵士が機関銃による急速射撃を加えた。この無名勇士は3度目に転換した陣地で戦死したが、これにより、北朝鮮軍の歩兵部隊と戦車部隊はついに合流できなかった。
歩兵部隊と分離した北朝鮮軍の戦車部隊は、戦車砲と機関銃による射撃を加えつつ、ゆっくりと坂道を登りはじめた。峠の最初のS字カーブに配置された57mm対戦車砲が発砲し、命中させたものの効果なく、逆に戦車砲の射撃を受けて砲手全員が戦死した。続いて、峠中腹にあってもっとも屈曲の激しい2番目のS字カーブにおいて、さらに57mm対戦車砲が側面より射撃を加え、自走砲1両を擱坐させ、後続の戦車がこれに激突して停止した。これに乗じ、第19連隊の対戦車特攻隊が攻撃をかけた。手榴弾と火炎瓶による攻撃でさらに2両が撃破され、4両目は後退したものの華陽江に転落し、脱出した戦車兵の大部分が射殺された。後続の戦車は停止し、ハッチを開けた戦車長が後ろを見ていた。このとき、左側稜線で機会を狙っていた特攻隊が発射した2.36インチロケット弾がハッチの中に落ちて爆発し、撃破された。こうして、10両あまりの北朝鮮軍戦車隊は、小マル峠の上り坂で殲滅された。北朝鮮軍は戦車を投入してもマル峠を突破できず、進出が遅れ、さらに焦燥した。
同日、上述のとおり第7連隊は原昌峠に退き、第2大隊は峠の頂上で防御陣地を編成し、連隊主力は洪川北側の沙俔に後退して退路を援護した。北朝鮮軍は同日夜から攻撃を開始したが、有利な地形を占める韓国軍はいずれも撃退できた。11時ごろ、1個大隊規模の北朝鮮軍が白旗を振りながら接近してきたため、韓国軍はこれが降伏するものと思って受け入れの準備をした。しかし彼等は20メートル付近まで接近したところで多発銃を乱射し、陣内に突入した。奇襲を受けた同大隊は後退せざるを得なかった。
このとき、マル峠の第2連隊も北朝鮮軍の新たな攻撃に直面していた。北朝鮮軍は中央の道路接近路での攻撃で拘束しつつ両翼より迂回してマル峠東側のチョンビョン山を占領し、洪川北方のヤンジマル側に進出しており、第2連隊の退路遮断が憂慮された。

#### 29日以後
29日、洪川前方の高地群を失い、またソウルの失陥および第8師団の後退によって第6師団のみが敵中に取り残されるかたちになったことから、韓国軍第6師団長は第2、第7連隊に洪川南側への後退を命じた。こうして同師団は国境会戦に続く5日間の前方防御戦闘を終え、同日午後より洪川～原州方向に逐次後退し、阻止陣地において、江陵から原州に向けて後退中の第8師団を掩護した。
韓国軍第6師団の頑強な抵抗により、北朝鮮軍第2軍団は戦車を含めて人員・装備に多くの損害を受けた。また進撃も著しく遅滞され、第1軍団との連携にも失敗し、同軍団が春川を確保したのちに突進してソウルを包囲し、韓国軍主力の後方を遮断するとの構想は破綻し、作戦計画に大きな蹉跌を来たした。
この防御戦闘により、韓国軍第6師団には春川の岩というあだ名がつき、“華の六師団”と称えられた。一方、満身創痍の北朝鮮軍第2師団は加平を経てソウルに前進し、第7師団は洪川から原州に南下した。

### 汶山 - 韋田里（奉日川）

#### 6月25日
汶山付近を守備する韓国軍第1師団は、25日の戦闘において第12連隊が壊乱し、臨津江鉄橋を失ったものの、臨津江に連なる陣地を固守しており、北朝鮮軍は臨津江を渡るまでに到らなかった。

#### 6月26日
前日25日午後より増援部隊が到着しはじめ、順次戦闘加入した。歩兵学校教導隊は第11連隊に、陸軍士官学校教導大隊は第13連隊に配属されて主抵抗線を増強し、第15連隊（連隊本部および第3大隊）は第20連隊第3大隊を配属されて最終抵抗線の韋田線（奉日川線）に配置された。第1師団長（白善燁大佐）は師団の防御の重点を1号線接近路に置きつつ、主抵抗線が突破されるという事態に備えて、韋田線において主抵抗線の部隊の後退を援護するとともに、逆襲の足場を確保する腹案であった。
26日、師団東側の坡平山の陣地に配置された第13連隊正面に北朝鮮軍の戦車部隊が出現した。連隊はまず2.36インチロケット砲（M9バズーカ）により射撃したが効果なく、迫撃砲弾と手榴弾を括った急造爆薬による肉薄攻撃に移った。これにより戦車部隊は後退し、続いて来襲した連隊規模の人民軍も近接戦闘により撃退された。
一方、同師団西側方の北朝鮮軍第6師団は、26日早暁、5両の戦車を先頭として臨津江鉄橋を渡り、攻撃を開始した。同地を守備する韓国軍第11連隊は頑強に抵抗したものの、9時ごろには汶山駅北方の高地が北朝鮮軍によって占領された。ここは京義本道を制する緊要地形であり、第11連隊と第13連隊は退路を断たれるかたちとなった。しかし同地を占領した北朝鮮軍は進撃を止め、後続部隊を待っていた。第1師団長は即座に逆襲を命令し、陸軍士官学校教導隊は10時、同地を奪還した。この際に得られた捕虜からの情報により、第1師団長は敵がいわゆる半渡の状態にあると判断し、13時より、第11連隊およびこれに配属された歩兵学校教導隊の計3個大隊を投入しての反撃に転じた。この反撃は順調に進展し、第1師団は主抵抗線の回復に成功した。
しかしこの頃、議政府市は北朝鮮軍に占領され、同地を守備していた第7師団が後退したことによって、第1師団の右翼は完全に曝露された。これを受けて北朝鮮軍第1師団はカヨウル～積城に進出し、戦車を先頭にたてて韓国軍第13連隊を再び攻撃した。同連隊はこの攻撃を阻止できず、北朝鮮軍第1師団の主攻が320号線沿いに西方に進出しつつ、汶山を脅かした。また第11連隊の後方に北朝鮮軍戦車部隊が出現し、正面においても攻撃が活発化しつつあった。この事態を受け、韓国軍第1師団長は主抵抗線の維持を断念し、26日19時付けで最終抵抗線の韋田線（奉日川線）への後退を指令した。韋田里一帯に配備された第15連隊の掩護下で、主抵抗線の部隊は首尾よく離脱し、韋田線（奉日川線）に収容された。

#### 6月27日
韋田線においては、第15連隊（第20連隊第3大隊を配属）が1号線上の韋田里に、第13連隊が307号線上の都内里に、さらに第11連隊は予備として最終の抵抗陣地を編成していた。また、国境会戦において分散撤退を余儀なくされた第12連隊は金村において再編成中であった。
27日10時ごろより、戦車を主力とした北朝鮮軍第6師団主力が韓国軍第15連隊正面に攻撃を開始した。同連隊は57mm無反動砲および2.36インチロケット砲による対戦車防御地帯を形成していたが、これらは北朝鮮軍のT-34戦車に対して無効であることが確認されるばかりであった。これを受け、同連隊第3大隊長は自ら特攻隊を率いての肉薄攻撃を実施し、6両を撃破した。これによって北朝鮮軍は攻撃を断念して後退し、韓国軍第15連隊は戦車に対する恐怖を払拭した。
この交戦の間、師団右翼の韓国軍第13連隊正面は小康状態を保っていたが、19時ごろより北朝鮮軍第1師団による歩戦協同攻撃を受け、分断の危機に晒された。しかし2.36インチロケット砲によって北朝鮮軍戦車の履帯の破壊に成功すると、北朝鮮軍の攻撃は弱まり、連隊は防御線を回復した。

#### 6月28日
前日27日夜、降雨に乗じての夜間攻撃によって韓国軍第1師団の最終抵抗線は崩壊し、同師団は夜間に奉日川より撤退した。また同27日夕刻、第1師団長は、陸軍本部より派遣された作戦指導班の金弘壹少将より、彌阿里防御線の状況悪化の説明を受け、最悪の事態に備えて漢江の渡河撤退を準備するよう示唆された。しかし最終的に命令は変更されず、第1師団は現在地を固守するよう命じられた。
翌28日8時、同師団は既定の方針に従って反撃を開始した。第11連隊はほぼ最終抵抗線を回復したが、右翼の第13連隊の攻撃前進は北朝鮮軍の攻撃と鉢合わせする形になり、攻撃は進展しなかった。第1師団長は躊躇せずソウル特別連隊と第20連隊第3大隊を投入し、防御線を連結した。この日、北朝鮮軍の抵抗は強くなく、第1師団長は、主抵抗線の回復も実現可能であると考えた。
しかし同28日1時の時点で、既に彌阿里峠においてソウルの最終防御線は突破されており、28日午後には、第1師団は後方を遮断されるとともに、陸軍本部との連絡も途絶した。弾薬残量も乏しく、第1師団長はこれ以上の現在地固守は不可能かつ無意味であると判断し、後退を決心した。

### 議政府回廊-彌阿里

#### 6月25日
議政府市正面を守備する韓国軍第7師団は、開戦当日の25日に大きく後退を余儀なくされ、部隊は分散し、議政府市の防御は危険な状況に陥っていた。この時点で、上述のとおり、春川方面の第6師団および東海岸の第8師団は陣地を固守しており、また汶山正面の第1師団は臨津江の障害を利用しうるので、陣地を持ちこたえうるであろうと、蔡秉徳韓国軍参謀総長は判断した。これに対し、議政府正面はいわゆる回廊地形で、戦車の衝撃力が大いに発揮されるうえに、防御に適した障害地形もなく、防御部隊は圧倒的な劣勢に立たされていた。従って、この時点で韓国側が抱える最大の問題は議政府正面の防御にあった。

#### 6月26日
蔡秉徳参謀総長の反撃計画の基礎は、第2師団は26日朝までにその主力を議政府付近に集結しうるであろうし、第5、第3師団も26日中には戦闘加入しうるであろうとの判断にあった。しかしゲリラの攻撃によって、後方部隊の移動・集結は甚だしく障害され、第2師団が26日朝までに議政府に集結しえた兵力は、わずかに司令部と第5連隊の2個大隊のみであった。また、第7師団が26日早暁において使用できる兵力は計5個大隊であったが、その実質は増強された1個連隊に過ぎなかった。
このことから、第7師団長（劉載興准将）は命令に不満を示し、さらに第2師団長（李亨根准将）は、師団の集結ののちにその戦闘力を結集して反撃するよう具申するとともに、防御に有利な漢江線での防御を力説した。しかし政治的な理由により、参謀総長は反撃作戦の決行を強要した。この命令により、第2師団は抱川を、第7師団は東豆川を目標とすることになった。
韓国軍第2師団長は、師団の現有戦力で抱川を奪取するのは困難であることから、前日25日より第7師団第3連隊によって確保されている祝石嶺において体勢を整頓し、ここを足場として抱川を攻撃することを決心した。上述のとおり、この時点で第2師団が使用しうる兵力は第5連隊の2個大隊のみであったが、同連隊は連隊長が在日米軍部隊に派遣されて不在であり、副連隊長も釜山に外出中で指揮官不在であった上、大田出発時に十分な弾薬を交付されなかった。このため、祝石嶺において推進補給を受けることとして、26日3時より第5連隊は前進を開始した。しかしこのとき、祝石嶺を確保しているはずの第3連隊は、既に同地を放棄して撤退中であった。第5連隊は、祝石嶺峠に到着後まもなく北朝鮮軍機甲部隊と会敵し、2.36インチロケット砲および迫撃砲により攻撃したがやはり効果なく、交戦開始から10分とたたずに、議政府防御の要地である祝石嶺の防御陣地は北朝鮮軍により突破された。
一方、第7師団の攻撃は当初順調に進展し、第1連隊右翼の混成大隊は東豆川の奪還に成功した。しかしこのとき、入れ違いに北朝鮮軍第4師団は、西側の鳳岩里～徳亭の迂回路に主力を指向して攻撃を開始していた。同師団は、下脾里付近で韓国軍第1連隊左翼の第3大隊と接敵したが、同大隊は実質的に中隊に満たない兵力しか持たなかったため、交戦後30分で分散し、突破された。北朝鮮軍第4師団はさらに前進して徳亭を包囲した。このとき、第7師団の左翼において鳳岩里を攻撃していた第18連隊は、祝石嶺の失陥を受けて、徳亭北西の隠県において防御に転じるよう命じられた。同連隊は北朝鮮軍機甲部隊と一度は交戦したが、まもなく接触を失った。その後、連隊正面に出現した北朝鮮軍の兵站部隊を撃滅したが、その後は敵との接触もなく、師団司令部との連絡も途絶し、27日早朝より順次後退してサムソンリに向かった。
さかのぼって26日午前、金弘壹少将（参謀学校長）、金錫源予備役准将（前第1師団長）など、元老級軍事経験者による諮問会議が招集された。会議冒頭、国防部長官および参謀総長は議政府における反撃の進展を報告し、楽観論を述べたが、議政府正面での無理な攻勢の強要を危険視した金弘一少将は、漢江以南での決戦を主張し、金錫源予備役准将もこれに同調した。しかし最終的に、同会議は、ソウル固守という国防部長官および参謀総長の方針を変えることができなかった。会議ののちに開催された非常国会において、国防部長官および参謀総長は、再び楽観論を繰り広げた。しかし同日12時ごろには、北朝鮮軍第3師団は第16連隊陣地を突破して議政府へ南下を続けており、また第4師団は徳亭を占領して北西より議政府を指向して、合撃の体勢をとって前進しつつあった。
第2師団第16連隊は、師団司令部および第5連隊に少し遅れて議政府に到着し、議政府北東の金梧里において、祝石嶺より進出する北朝鮮軍を阻止しようとした。同連隊は2.36インチロケット砲の射撃により戦車1両を擱坐させることに成功したものの、勝算なく、後退を余儀なくされた。また、金梧里においては、陸軍砲兵学校第2教導大隊長自らが操砲して北朝鮮軍戦車と刺し違えるほどの抵抗を示したものの、6月26日13時、議政府は北朝鮮軍によって占領された。
参謀総長は白石川において後退してきた部隊を収容し、議政府失陥の責任を問い第2師団長（李亨根准将）を解任、第7師団長（劉載興准将）を議政府地区戦闘司令官として両師団を統一指揮させ、倉洞に後退するよう措置した。
議政府の失陥を受け、26日夕、参謀総長は漢江橋の爆破準備に万全を期するように指令し、陸軍本部工兵監（崔昌植大佐）の監督下で、同26日15時30分までに、漢江に架かる5つの橋梁への爆薬設置を完了した。

#### 6月27日
27日深夜1時、中央庁において招集された非常国務会議で、政府の水原移転が決定された。ソウル市民については当初より移動計画はなく、この席でも何らの対策も講じられなかった。この後、深夜国会において、「国会議員は百万のソウル市民とともに首都を死守する」との決議がなされた。5時ごろより招集された国防首脳会議において、参謀総長は「政府は南に移動しても、軍はソウルを固守する」との決意を披瀝したが、散会直後、前線から「今晩持ちこたえることは難しい」という悲観的な状況報告を受けた。
27日早朝3時ごろ、李承晩韓国大統領はついに周囲に説得され、ソウルより退避した。6時、政府が水原への遷都を発表したことで、それまで楽観的な報道のみを聞かされていたソウル市民は、初めて首都の危機を知った。避難路を求める市民が漢江の人道橋付近やソウル駅に殺到する一方、増援部隊の車両は北上を続けており、市内は大混乱に陥った。
倉洞においては第25連隊（一部部隊欠）の掩護下に、後退してくる将兵を糾合し、防御線を形成すべく懸命の努力が続けられていた。第25連隊は戦車3両を破壊するなど頑強に抵抗し、その間に、第7師団の第1、第3、第9連隊、第2師団の第5,、第16、第25連隊、第3師団の第22連隊の残余部隊が、計6個大隊規模に再編制された。しかし道峰山と水落山の間の回廊地形は機械化部隊の機動に適しており、従って韓国軍に不利な条件であった。
27日10時ごろ、韓国軍防御部隊は防御陣地未完のままで、40両以上の戦車・自走砲により増強された北朝鮮軍部隊の攻撃を受けた。防御部隊は陸軍砲兵学校第2教導大隊の105mm榴弾砲6門の支援を受けつつ頑強に抵抗したが、戦車を阻止できず、防御線は突破され、第1連隊長咸俊鎬大領が戦死、韓国軍部隊は彌阿里、泰陵に分散後退した。
軍部のソウル撤収は12時30分ごろより開始され、陸軍本部は始興に移動した。しかしこの時、アメリカ軍の参戦が予告され、これを受けた韓国軍参謀総長の決心により、陸軍本部は18時ごろ、再び龍山に復帰した。
このように戦争指導が混乱を見せている間、彌阿里～回基洞線では、彌阿里地区戦闘司令官を兼任することになった第5師団長（李應俊少将）が、隷下の第15連隊第2大隊、第20連隊第1大隊、首都師団の第8連隊第2大隊を指揮して防御陣地を編成し、後退してくる部隊を収容していた。彌阿里線においては、第5師団長が3号線を含む西側を、第7師団長が東側を指揮することとなった。倉洞を占領した北朝鮮軍は前進を一時停止したため彌阿里線は小康状態にあったが、泰陵においては第9連隊（一部部隊欠）と生徒大隊が接触を維持していた。27日午後まで、彌阿里～回基洞線には両師団長の指揮下に3,000余名の兵力を有する混成部隊が配備されていたが、アメリカ軍参戦の報を受けて士気は高く、事実上のソウルの最終防衛線とあって、首都死守の悲壮な覚悟を固めていた。防御線の地形は横走地形で防御に有利であり、道路のみ遮断すれば戦車を防ぎうると判断されており、また工兵大隊および民間人によって彌阿里一帯には散兵壕や道路障害といった防御施設が設置されていた。
27日夜、豪雨のなかで北朝鮮軍の攻撃が開始された。19時、まず騎馬偵察隊と戦車10両余による攻撃が行われた。工兵の設置爆薬による阻止の試みは失敗したものの、105mm榴弾砲3門を含む重火器の射撃を集中することによって、一度は撃退に成功した。
しかし同日24時頃、歩兵の先導を受けた戦車数両が豪雨に乗じての奇襲攻撃を実施し、戦況は急変した。視界不良の中で韓国軍防御部隊は分散し、その中で北朝鮮軍戦車部隊は障害を排除して前進、28日1時、第105戦車旅団より分遣されて北朝鮮軍第4師団を支援していた戦車部隊が彌阿里峠を越え、ついにソウルの最終防衛線は突破された。
回基洞の第8連隊第2大隊は弾薬欠乏によって撤退し、泰陵の部隊は28日朝まで接触を維持したのち、逐次後退を開始した。彌阿里線の部隊は、北朝鮮軍戦車が市内に進入したことを知らずに陣地を固守していたが、早暁より北朝鮮軍歩兵部隊の急襲を受けて分散後退しはじめた。

### 金浦方面
ソウルの北方防衛線が議政府と奉日川地域において危機に直面していたとき、漢江河口地域の金浦地区においても、北朝鮮軍がソウルを側面より脅かしていた。金浦半島北端の漢江河口は川幅広く、潮の満ち干の影響も受けて渡河作戦の遂行が困難であることから、韓国軍はこの地域での防御を用意していなかった。
開城を占領した北朝鮮軍第6師団はそのまま南下して漢江に到着すると渡河を開始し、翌26日午前6時30分までに2～3個大隊、連隊砲兵2門が渡河して3キロの橋頭堡を確保した。さらに27日には第13連隊と第15連隊の主力、砲兵連隊の2個砲隊、第17独立砲兵連隊第2砲隊を渡河させ、橋頭堡を5～6キロ拡大させた。
この兆候の報告を受けた韓国陸軍本部は急いで桂仁珠大佐（南山学校長）を金浦地区戦闘司令官に任命し、渡河後退してきた第12連隊第2大隊を含め、南山学校、歩兵学校、工兵学校の生徒や報国大隊等の各隊、またここに投入された独立機甲連隊の一部を統合し、北朝鮮軍の渡河に備えるよう命令した。
26日16時、韓国軍防御部隊が陣地編成を終えるころ、北朝鮮軍の渡河偵察が現れはじめ、2時間後、数隻の北朝鮮軍船舶が金浦半島北端のカンリョンポに接近してきた。正面の第12連隊第2大隊第5中隊は下船しはじめた北朝鮮軍を痛撃してこれを殲滅、また装甲1個小隊はM8装甲車搭載のM3 37mm砲の射撃によって貨物船を撃沈した。
しかし同日夜、北朝鮮軍は小規模の部隊をカンリョンポ一帯の高地より隠密に浸透させる一方、1個中隊規模の部隊を江華島に揚陸して報国大隊の背後を急襲した。
27日未明より、北朝鮮軍第14連隊は対岸からの支援射撃を受けつつ本格的な渡河を開始した。韓国軍防御部隊は苦戦に陥り、また報国大隊が突破されて退路が遮断されたことを知り、防御線は崩壊しはじめた。韓国陸軍本部はこの危機に対し、第3師団より第22連隊第3大隊、首都警備司令部より第8連隊第3大隊、機甲連隊徒歩捜索大隊第8中隊を金浦地区戦闘司令部に配属して増強した。同司令部は同日夕、後退してきた部隊を収容して新手を加え、金浦防御の最終砦として雲游山～73高地の線を指定し、防御陣地を編成した。チャンリム一帯を掌握した北朝鮮軍主力は追撃を止め、再編成に入っていた。
28日早朝、北朝鮮軍は二正面より同時に攻撃を開始した。渡河部隊を満載した漁船で漢江を遡上し、テチョン北側に上陸する一方、戦車2両を先頭とする主攻を、金浦に向かう道路接近路に指向して、前日夕に投入された韓国軍第22連隊第3大隊正面を攻撃した。韓国軍は2.36インチロケット砲に加えて装甲車の37mm砲の射撃を集中したが、北朝鮮軍戦車を阻止することはできなかった。防御線の一角が破れ、金浦地区戦闘司令官は直ちに予備の第12連隊第2大隊（一部部隊欠）を投入して反撃を試みたが苦戦を免れず、既に金浦市内にも北朝鮮軍の砲弾が落下するなか、防御部隊は後退を開始した。

### ソウル市街戦と漢江渡河撤退
1950年6月28日深夜1時、彌阿里において韓国軍の防御線が突破され、ソウルの最終防衛線は崩壊した。1時45分、北朝鮮軍戦車が市内に突入したとの報を受け、韓国軍参謀総長はただちに漢江橋の爆破を命令して、漢江を渡って始興に向かった。一方、参謀総長の出発直後に陸軍本部に到着した第2師団長（李亨根准将）、第5師団長（李應俊少将）、第7師団長（劉載興准将）はこの命令の件を聞き、第一線部隊が後退命令を受けないままで戦闘を継続中であることから、部隊を後退させたのちに爆破するように進言した。参謀副長（金白一大佐）もこれに同意し、作戦局長（張昌国大佐）に橋梁爆破を中止するよう命じた。張作戦局長は南漢江派出所の爆破指揮所に急行したものの、ソウル市内、とくに漢江北岸は避難民や将兵によって大混乱に陥っており、道路の通行は極めて困難であった。
爆破指揮所においては、参謀総長の爆破命令を受け、28日2時20分ごろ、工兵監（崔昌植大佐）は爆破命令を下達した。この時、橋梁においては陸軍憲兵と警察が、命令なしに後退する車両を阻止しようとしていたが、ほとんど統制できなかった。
点火信号と同時に、人道橋、続いて3本の鉄橋が爆破された。爆破中止命令を下達するため急進中であった張作戦局長は、爆破指揮所まであと僅かのところで大爆音を聞いた。統制が不十分であったことから、爆破時にも橋梁上には4000人の避難民と車両があった。この漢江人道橋爆破事件によって約500 - 800名と推定される避難民が犠牲となった。また、北漢江派出所付近では破片によって40余両の車両が大破し、多くの人員が負傷した。そして、韓国軍主力部隊は退路を遮断され、これらを支援していた1,318両の車両や装備品、補給品が漢江北岸に取り残され、北朝鮮軍の手中に落ちた。しかし装薬の不発により、京釜線の複線鉄橋と京仁線の単線鉄橋が完全に破壊されず、のちに北朝鮮軍戦車の漢江渡河を許すことになり、作戦に大きな影響を及ぼした。
北朝鮮軍がソウルの中央部に突入したのは、28日の11時30分ごろであった。韓国軍には組織的な市街戦を行なう用意がなく、市内にいた首都警備司令部および第1工兵団の一部、また後退してきた部隊が部隊ごとに戦闘を展開した。三角地と麻浦方面で警戒に当たっていた首都警備司令部隷下の第18連隊第1大隊は、北朝鮮軍戦車に対する57mm対戦車砲および肉薄攻撃の攻撃は効果なかったものの、対空射撃班が北朝鮮軍戦闘機を撃墜することに成功した。一方、彌阿里線より後退した第5連隊第3大隊の一部部隊は、清凉里において北朝鮮軍戦車12両と歩兵部隊が市内に侵入しているのを発見し、肉薄攻撃を敢行したものの、戦車の破壊は確認できず、10名の特攻隊のうち3名のみが帰還した。南山においては、参謀学校の李龍文大佐のもとに集まった中隊規模の将兵が白虎部隊の名称で最後まで抗戦し、生存者は遊撃戦に転じた。ソウル大学病院では警備小隊が最後まで抗戦して全員が戦死、また100余名の入院患者中80余名が裏山に上って抵抗し、全員が戦死したが、その後に侵入した北朝鮮軍は入院患者に対して乱射を加えた。これら部隊の抵抗は組織化されてはいなかったが、極めて頑強で、またソウルの外郭防衛線の部隊はなお組織的に抵抗を続けており、北朝鮮軍は彌阿里線を突破したのちさらに漢江線に進出するまでに10時間を要するほどであった。
漢江の橋梁が爆破された時点で、韓国軍の主力である第2、第3、第5、第7師団と首都防衛司令部の部隊は、依然としてソウルの外郭防衛線において戦闘を継続中であり、また、第1師団は坡州南側の陣地を固守し、小規模な反撃を繰り返すことで北朝鮮軍の攻勢を阻止し続けていた。しかし、橋梁が爆破され、また北朝鮮軍が市内に突入したことを知った各部隊は、雪崩を打ったように後退を開始した。その様相について、日本の陸上自衛隊幹部学校（旧陸大）の戦史教官たちによる陸戦史研究普及会は、
韓国軍主力は、北朝鮮軍の強圧もさることながら、自ら過早に退路を遮断したことが決定的な要因となって、信じられぬ速度で崩壊していった
と評している。
汶山正面で戦闘していた第1師団および増援部隊は、奉日川里西南の二山浦および金浦空港近くの幸州での分散渡河を余儀なくされたが、二山浦においては上陸点で北朝鮮軍の攻撃を受けて大損害を蒙った。同師団および配属部隊は、国境会戦からソウル会戦にかけて戦死・行方不明約3500名を出したが、その多くが渡河時の損害であった。同師団は、渡河時には5000名に減少していたが、人力で担送可能な装備を全て携行していた。
彌阿里正面で防御戦闘を展開していた混成部隊は、麻浦、賀中里（西江）、西氷庫、漢南洞、纛島（トクソム）、クァンナルの各渡し場より渡河した。このうち、国境会戦の当初より戦闘を続けていた第7師団は、漢江を渡ったときには1200名に減っており、携行している重装備は機関銃4丁のみであった。
クァンナルで渡った部隊はまっすぐ水原に集結し、西氷庫、漢南洞、纛島で渡った部隊は水原と始興に、幸州、賀中里、麻浦で渡った部隊は大部分が始興に集結した。撤退部隊の集結は、28日夜ないし29日朝には概ね完了した。しかしその後も、ソウル市内においては、脱出の機会を逸した韓国軍将兵が潜伏しており、個人単位での原隊復帰が続いたが、北朝鮮軍に捕えられた例も多かった。7月29日にはソウルから脱出出来なかった安秉範准将がソウル市内の仁王山で割腹自殺している。

## 総括
韓国の首都であるとともにその精神的支柱であったソウルは、北朝鮮軍第1軍団によって占領された。これに要した時間は、北朝鮮軍の作戦計画の通り、僅か3日であった。しかしそれにもかかわらず、その作戦計画は、開戦の当初より少なからぬ蹉跌をきたしていた。
汶山から韋田里（奉日川）にかけての地域においては、同地域を守備する韓国軍第1師団が頑強な抵抗を示し、最終的に、これを攻撃していた北朝鮮軍第1師団と戦車連隊は、その防御を突破できなかった。
漢江を渡って、金浦-永登浦に進出する予定であった北朝鮮軍第6師団は渡河装備の不足と経験未熟から28日になってようやく砲兵の渡河を完了して攻撃を開始したが、この時点ですでに漢江防御線が形成され、金浦地区戦闘司令部は遅滞戦を展開していた。
東海岸道を守備していた韓国軍第8師団は、洋上機動により進出した北朝鮮軍コマンド部隊により各所で分断され、また兵力的にも劣勢で、陸軍本部との連絡も途絶していたにもかかわらず、効果的な遅滞戦闘を展開した上で離脱することに成功し、部隊の建制を保ったままで後退していた。
中部戦線では、春川を守備する韓国軍第6師団が険峻な地形を活用しての防御戦闘を展開し、北朝鮮軍はこれを攻撃するため、当初計画による攻撃部隊である第2師団に加え、第12師団を旋回させて投入し、両師団による総攻撃を実施したにもかかわらず、同市を奪取することに失敗、第2師団は戦闘力を喪失した。北朝鮮軍は、春川を奪取した上でソウル南方を遮断、韓国軍主力を包囲することを企図していたため、春川攻略の失敗は、その作戦計画に大きな修正を要求することになった。7月1日に春川攻撃の挫折と指揮不振の責任を負って第2軍団長金光侠中将は解任と同時に軍団参謀長に降格され、後任に武亭中将が就任した。指揮能力を直接問われた第2師団長李青松少将は南海旅団長に左遷され、後任に崔賢少将が就き、第12師団長全宇少将も左遷され、崔春国少将に代わった。
しかしながら、ソウル北東の議政府回廊においては、北朝鮮軍は機甲部隊の衝撃力を活用しての攻勢を展開し、韓国側に有効な対戦車火力がなく、適切な障害地形にも欠けていたため、韓国軍はこれを阻止できなかった。韓国軍はこの方面に多くの増援部隊を投入したが、連携を欠いており、各個に撃破される結果を招いた。逐次の防衛線はことごとく突破され、最終的にソウルへの北朝鮮軍の突入を許した。
ソウルが直接に脅かされる最悪の状況を想定しての撤退計画はなく、このため、ソウル会戦の最終局面において、韓国軍の戦闘指導は混乱状態に陥った。その中で漢江の橋梁が過早に爆破されたことで、巻き込まれた多くの避難民が犠牲となった上に、これによってソウルの外郭防衛線で戦闘中であった韓国軍の退路は遮断され、組織的な後退に多大な支障を来たし、韓国軍主力部隊の戦闘価値は一時的に著しく低下した。
その一方、北朝鮮軍もソウルの戦略的価値を過大評価していたために、ソウルの占領ののちに進撃が一時沈滞し、士気の弛緩も見られた。この間を利用して韓国軍は必死の再編成を続け、漢江の防衛線を形成した。また、27日にはアメリカが韓国に対する武力支援に踏み切り、空軍は28日より本格的に戦闘加入し、29日にはアメリカ海軍の巡洋艦による対地砲撃も開始された。
北朝鮮はアメリカの早期介入を予期しておらず、この不測の状況変化を受けて、米陸軍が本格来援してくる前に韓国を屈服させるべく、戦略の変更を余儀なくされた。さしあたり、「残存している韓国軍主力を、水原以北の地区で包囲する」ことを直接の戦術目的として策定し、漢江の渡河を急ぐこととした。